# ディンノチェンツォ兄弟
ディンノチェンツォ兄弟（Fratelli D'Innocenzo, Damiano e Fabio D'Innocenzo）は、ダミアーノ・ディンノチェンツォ（Damiano D'Innocenzo, 1988年7月14日 - ）とファビオ・ディンノチェンツォ（Fabio D'Innocenzo, 1988年7月14日 - ）の双子の兄弟からなるイタリアの映画監督、脚本家である。

## 経歴
ローマのトル・ベッラ・モナカ地区で生まれ、漁師である父の仕事に合わせてアンツィオ、ネットゥーノなどで育つ。
2018年、長編1作目となる『La terra dell'abbastanza』が第68回ベルリン国際映画祭のパノラマ部門で上映される。同作では第73回ナストロ・ダルジェント賞の新人監督賞を受賞した。同年にはマッテオ・ガローネ監督作品『ドッグマン』に脚本協力としてクレジットされている。
2020年、監督・脚本を手掛けた『悪の寓話』が第70回ベルリン国際映画祭でコンペティションに出品され、銀熊賞（脚本賞）を受賞する。同作は第75回ナストロ・ダルジェント賞で作品賞を含む5部門で受賞したほか、第66回ダヴィッド・ディ・ドナテッロ賞では編集賞を受賞した。
2021年、長編3作目となる『アメリカ・ラティーナ』が第78回ヴェネツィア国際映画祭でコンペティション部門に出品される。
2024年、初のテレビシリーズ作品となる『Dostoevsky』が第74回ベルリン国際映画祭のベルリナーレ・スペシャル部門に出品される。

## フィルモグラフィー
| 年   | 作品名                              | クレジット | クレジット | 備考                         |
| 年   | 作品名                              | 監督       | 脚本       | 備考                         |
| ---- | ----------------------------------- | ---------- | ---------- | ---------------------------- |
| 2012 | Two Days                            |            | Yes        |                              |
| 2016 | Shine Bright                        |            | Yes        | 短編映画                     |
| 2016 | Sottoterra                          |            | Yes        | ダミアーノのみ参加           |
| 2017 | The Way Home                        |            | Yes        | 短編映画。ダミアーノのみ参加 |
| 2018 | La terra dell'abbastanza            | Yes        | Yes        |                              |
| 2018 | ドッグマン Dogman                   |            | Yes        | 脚本協力としてクレジット     |
| 2020 | 悪の寓話 Favolacce                  | Yes        | Yes        |                              |
| 2021 | アメリカ・ラティーナ America Latina | Yes        | Yes        |                              |
| 2021 | La ragazza ha volato                |            | Yes        |                              |
| 2022 | Educazione fisica                   |            | Yes        |                              |
| 2024 | Dostoevskij                         | Yes        | Yes        | テレビシリーズ               |

## 主な受賞
- ナストロ・ダルジェント賞
  - 2018年：新人監督賞（『La terra dell'abbastanza』）
  - 2020年：作品賞（『悪の寓話』）
  - 2020年：脚本賞（『悪の寓話』）
- ベルリン国際映画祭
  - 2020年：銀熊賞（脚本賞）（『悪の寓話』）

- ダヴィッド・ディ・ドナテッロ賞
  - 2021年：編集賞
- チャック・ドーロ賞
  - 2020年：監督賞（『悪の寓話』）
  - 2020年：脚本賞（『悪の寓話』）